# Bạch huyết

Sự hình thành bạch huyết từ nước mô (Tissue fluid). Nước mô thấm vào các ngách cụt của mao mạch bạch huyết (các mũi tên xanh)

Bạch huyết là dịch trong suốt bao bọc các mô của cơ thể, giữ cân bằng chất lỏng, và loại bỏ vi khuẩn khỏi các mô. Bạch huyết thâm nhập hệ tuần hoàn qua các mạch bạch huyết.
Bạch huyết được vận chuyển từ các mô tới tĩnh mạch qua hệ thống mạch bạch huyết. Trong hệ thống đó, bạch huyết được lọc qua các cơ quan như lá lách, tuyến ức (thymus) và các hạch bạch huyết. Ở động vật có vú, bạch huyết được đẩy qua các mạch bạch huyết chủ yếu bởi hiệu ứng vận động của các cơ xung quanh mạch. Các động vật bậc thấp hơn có các búi cơ được gọi là các tim bạch huyết nằm rải rác dọc theo các mạch bạch huyết để bơm bạch huyết.
Thành phần chủ yếu của bạch huyết là các bạch huyết bào (lymphocyte) và đại thực bào (macrophage). Hệ miễn dịch sử dụng các tế bào này để chống lại sự thâm nhập của các vi sinh vật ngoại lai. Tất cả các động vật đa bào đều phân biệt giữa các tế bào của chính mình và các vi sinh vật ngoại lai, chúng cố gắng trung hòa hoặc ăn các vi sinh vật ngoại lai. Các đại thực bào là các tế bào có nhiệm vụ bao vây và ăn sinh vật ngoại lai. Còn bạch huyết bào là các tế bào bạch cầu có nhiệm vụ trung hòa các vi sinh vật ngoại lai bằng hóa học.
Các động vật tiến hóa cao hơn Cá xương có các vùng tập trung mô tạo bạch huyết bào (lymphoid tissue). Các mô này chứa đại thực bào và bạch huyết bào. Ở động vật có vú, lá lách, tuyến ức, và các hạch bạch huyết có chứa mô tạo bạch huyết bào; cơ thể còn có các vùng tập trung mô tạo bạch huyết bào khác, chẳng hạn như thành ruột, a-mi-đan, và vùng vòm họng (adenoid) ở người, nơi các vi sinh vật ngoại lai có thể có xâm nhập dễ dàng.